# Форум гірників

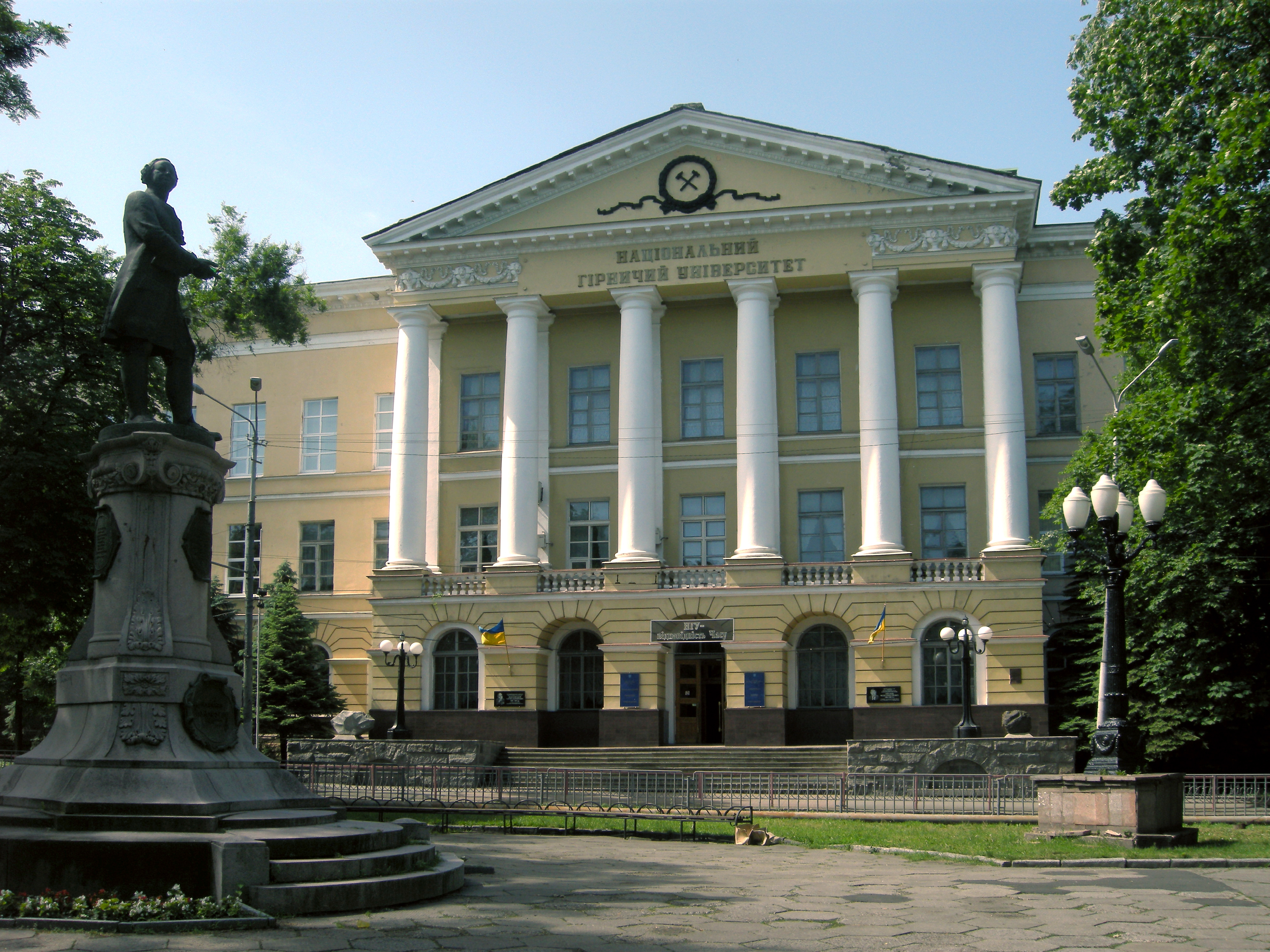
Національний гірничий університет - головний організатор Форуму гірників.

Форум гірників - Міжнародна науково-практична конференція, яку щорічно з 2001 р. проводить Національний гірничий університет України.  Традиційно на Форумі, який проходить у жовтні, працюють такі науково-технічні секції:
- технології підземного видобутку корисних копалин;
- відкриті гірничі роботи;
- збагачення корисних копалин;
- будівництво і експлуатація підземних споруд;
- шляхи розвитку маркшейдерсько-геодезичних робіт;
- геомеханіка і геотехніка;
- геологія;
- проблеми та перспективи вдосконалення гірничого обладнання;
- екологічні проблеми техногенно-навантажених регіонів;
- рудникова аерологія та безпека праці;
- технології економічного і безпечного використання електроенергії;
- автоматизація у гірництві;
- економіка і управління у гірничій промисловості.

Учасники форуму - науковці з багатьох країн світу, зокрема, з Німеччини, Канади, Польщі, Росії, Казахстану, Узбекистану, Молдови, представники вітчизняної й зарубіжної науки, керівники й спеціалісти вугільної промисловості та підприємств інших галузей.